# Apuntar i clicar

Apuntar i clicar (OpenOffice.org Impress).

Apuntar i clicar o assenyalar i clicar (point and click en anglès) és l'acció d'un usuari en moure el cursor a un lloc determinat en una pantalla (punt) i després pressionar un botó del ratolí, normalment el botó esquerre (clic), o un altre dispositiu assenyalador. Un exemple d'assenyalar i clicar és en hipermèdia, on els usuaris fan clic sobre els hipervincles per navegar d'un document a l'altre.
Apuntar i clicar es pot utilitzar amb qualsevol nombre de dispositius d'entrada que varien de ratolins, panells tàctils, teclats, joysticks, botons de desplaçament.
La «llei de Fitts» pot ser usada per quantificar el temps necessari per dur a terme una acció d'apuntar i clicar.
{\displaystyle T=a+b\log _{2}{\Bigg (}1+{\frac {D}{W}}{\Bigg )}}
on:
- T és el temps mitjà necessari per completar el moviment (tradicionalment, els recercadors han utilitzat el símbol MT per a això, per significar temps de moviment).
- a representa el temps d'iniciar/aturar el dispositiu i b la velocitat inherent del dispositiu. Aquestes constants poden ser determinades experimentalment per l'ajust d'una línia recta a les dades mesurades.
- D és la distància des del punt de partida per al centre de l'objectiu (tradicionalment, els recercadors han utilitzat el símbol A per a això, per significar l'amplitud del moviment)
- W és l'amplada de l'objectiu mesurat al llarg de l'eix de moviment. W també pot ser pensat com la tolerància d'error permesa en la posició final, ja que el punt final del moviment ha d'estar dins ±W⁄2 del centre de l'objectiu.

Les interfícies d'usuari, interfícies gràfiques d'usuari per exemple, de vegades es descriuen com a «interfícies d'apuntar i clicar», sovint per suggerir que són molt fàcils d'usar, que requereixen que l'usuari només ha d'apuntar per expressar la seva voluntat. Aquestes interfícies van ser a vegades descrites condescendentment (p. ex., per usuaris d'Unix), com «click-and-drool interfaces» («interfícies de clicar i bavejar»). L'ús d'aquesta frase per descriure el programari implica que la interfície es pot controlar únicament a través del ratolí, amb poques o cap entrades des del teclat, com succeeix amb moltes interfícies gràfiques d'usuari.